# Нго Шон Динь
Нго Шон Динь (Ngô Sơn Đỉnh, род. 2 августа 2001 года) — вьетнамский тяжелоатлет, выступающий в весовой категории до 55 кг. Серебряный призёр чемпионатов мира 2022 и 2023 годов, серебряный призёр чемпионата Азии 2023 года. Чемпион летних юношеских Олимпийских игр 2018 года.

## Карьера
На летних юношеских Олимпийских играх 2018 года, которые состоялись в Буэнос-Айресе, Нго стал победителем в соревнованиях тяжёлоатлетов в весовой категории до 56 кг. Его результат по сумме двух упражнений составил 262 кг. 
На чемпионате мира 2022 года, который состоялся в Колумбии, вьетнамец завоевал серебряную медаль с результатом 260 кг по сумме двух упражнений. 
В 2023 году на чемпионате Азии в Южной Корее вьетнамец стал серебряным призёром с результатом 260 кг. 
В Саудовской Аравии, где состоялся Чемпионат мира по тяжёлой атлетике 2023 года, вьетнамский спортсмен в категории до 55 кг завоевал серебряную медаль чемпионата мира с результатом 261 кг по сумме двух упражнений. Две малые серебряные медали в различных упражнениях также достались ему.

## Спортивные результаты
| Год  | Соревнование   | Место проведения | Весовая категория | Рывок  | Толчок | Сумма двоеборья | Место |
| 2022 | Чемпионат мира | Богота           | до 55 кг          | 117 кг | 143 кг | 260 кг          | 2     |
| 2023 | Чемпионат Азии | Чинджу           | до 55 кг          | 117 кг | 143 кг | 260 кг          | 2     |
| 2023 | Чемпионат мира | Эр-Рияд          | до 55 кг          | 117 кг | 144 кг | 261 кг          | 2     |